# 李一飞
李一飞（1958年—），山西省阳高县人，汉族，中华人民共和国政治人物、第十二届全国人民代表大会内蒙古地区代表。
毕业于，加入中国农工民主党。2013年，被选为全国人大代表。